# Unión Socialista (Chile, 1897)
Unión Socialista fue un partido político chileno de ideología socialista y anarquista, que tuvo una breve existencia durante 1897.

## Historia
En Chile, al finalizar el siglo XIX, surgieron diversos grupos socialistas de vida efímera, influidos por dicha tendencia política, siendo el primero de ellos la Unión Socialista. Sus iniciadores fueron sólo cuatro personas; el joven Alejandro Escobar y Carvallo, expulsado a los 20 años de la Escuela de Artes y Oficios, Belarmino Orellana, carpintero, y los jóvenes Luis Olea y Magno Espinoza. A ellos se les sumaron los tipógrafos Hipólito Olivares y su hijo José Gregorio.
Se reunían periódicamente y decidieron formar la Unión Socialista con la fusión de dos agrupaciones laborales; el Centro Social Obrero y la Agrupación Fraternal Obrera. Su presidente fue Hipólito Olivares, y tuvieron un periódico semanal llamado El Proletario, fundado en septiembre de 1897 y por el pintor Luis Olea.
La agrupación se inauguró en un local de calle San Pablo, en Santiago, el 17 de octubre de 1897. A este evento concurrieron unas seis mil personas, pero hubo incidentes en dicha sesión. Llegó la policía pero no intervino, pues no tenía facultades para ingresar en una propiedad privada. Debido a ello, algunos dirigentes protestaron ante el Intendente de Santiago.
Las disensiones y sospechas entre sus integrantes causaron una fuerte crisis que significó que los dirigentes de la Unión Socialista transformaran el movimiento en el Partido Socialista Chileno, creado el 8 de diciembre de 1897, y que tuvo existencia hasta fines de 1898.

## Principios
El programa de la Unión Socialista contemplaba, entre otras proposiciones, una nueva Constitución Política; la separación de la Iglesia y el Estado, la elección directa del Presidente de la República, instrucción gratuita y obligatoria y la abolición de la pena de muerte, azotes y prisión perpetua.
Un autor señala que «su objetivo primordial era el de luchar por la implantación de un sistema social en donde los medios de producción estuvieran colectivizados y la producción y el consumo se organizaran de acuerdo con las necesidades colectivas».